# Verena Mischitz
Verena Mischitz (* 14. Oktober 1997 in Klagenfurt) ist eine österreichische Wissenschaftsjournalistin, Filmemacherin und Moderatorin. Sie arbeitet als freie Journalistin u. a. für den ORF, WDR Quarks und Arte. Seit 2022 ist sie Sprecherin des Netzwerk Klimajournalismus Österreich. Seit Oktober 2023 ist sie Lektorin am Institut für Medien, Gesellschaft und Kommunikation an der Universität Innsbruck.

## Ausbildung
Verena Mischitz besuchte die Handelsakademie in Völkermarkt mit Schwerpunkt Medienmanagement. 2017 begann Mischitz ein außerordentliches Studium zur Musicaldarstellerin am Performing Center Austria in Wien. Sie studierte Publizistik- und Kommunikationswissenschaft sowie Politikwissenschaft an der Universität Wien und Université de Liège. Ihre Abschlussarbeit 2020 schrieb sie über die Wirkmächtigkeit von Bildern im Klimajournalismus.

## Journalistische Arbeit
Verena Mischitz begann 2020 als Redakteurin und Social-Media-Managerin bei ORF 1 zu arbeiten. Im selben Jahr startete sie als Video-Redakteurin und Moderatorin im Videoressort der Tageszeitung Der Standard. Für ihre Videoserie "Erklärt!: Klima" wurde sie mehrfach ausgezeichnet.
Seit 2023 ist sie als freie Journalistin unter anderem für den ORF, andererseits sowie den WDR Youtube-Kanal Quarks tätig. Zuletzt arbeitete sie als Regisseurin und Drehbuchautorin für Filme des Arte-Formats "42 - Die Antwort auf fast alles".

## Wissensvermittlung
Mischitz ist Vorstandsmitglied und Sprecherin des Netzwerk Klimajournalismus Österreich.
Im Rahmen des Lie Detectors-Projekts gibt Mischitz Workshops in Schulen zu Desinformation und journalistischer Verantwortung. Mit dem Demokratiezentrum Wien leitete sie bis 2024 Workshops zu Demokratie, Antidiskriminierung und Zivilcourage.
Seit Oktober 2023 ist sie Lektorin am Institut für Medien, Gesellschaft und Kommunikation an der Universität Innsbruck.

## Auszeichnungen
- 2021: Aufnahme in die Liste "30 unter 30" Österreichs Journalist:in[12]
- 2022: Österreichischer Umweltjournalismuspreis, Kategorie: Digitale Medien[3]
- 2022: Georg von Holtzbrinck Preis für Wissenschaftsjournalismus, Kategorie: Nachwuchs[5]
- 2022: Top 3 der Wissenschaftsjournalist*innen Österreichs, Österreichs Journalist:in[13]

### Nominierungen
- 2023: K3-Preis für Klimakommunikation, Nominierung[4]